# 세계시
세계시(世界時, 영어: Universal Time, UT)는 경도 0도를 표준 자오선으로 정한 시각이다.

## 분류
태양의 위치는 정밀하게 측정하기 어려워서 별이나 천체의 일주 운동을 이용하여 평균 태양의 이동을 구한다. UT0는 본초자오선의 평균 태양시이며, 관측 지점에 따라 변화가 없다. UT1은 여기에 극운동에 의한 경년 변화를 보정하여 실제 지구가 자전한 각도를 계산하여 구한 값이다. UT1은 지역마다 다르다.
지구자전주기의 계절적인 변동을 고려한 UT2도 있다.
협정 세계표준시(UTC)는 UT1과의 차이가 일정한 시간 이하가 되도록 정해진 시기에 보정하여 얻는 시간이다.

## 같이 보기
- 표준시
- 협정 세계시
- 그리니치 평균시
- 유닉스 시간

## 참고 문헌
- 최용기; 박기용 (2015). 《토목기사 과년도 시리즈 - 측량학》. 성안당. ISBN 9788931568080.